# Passauer Marienbild in Warschau

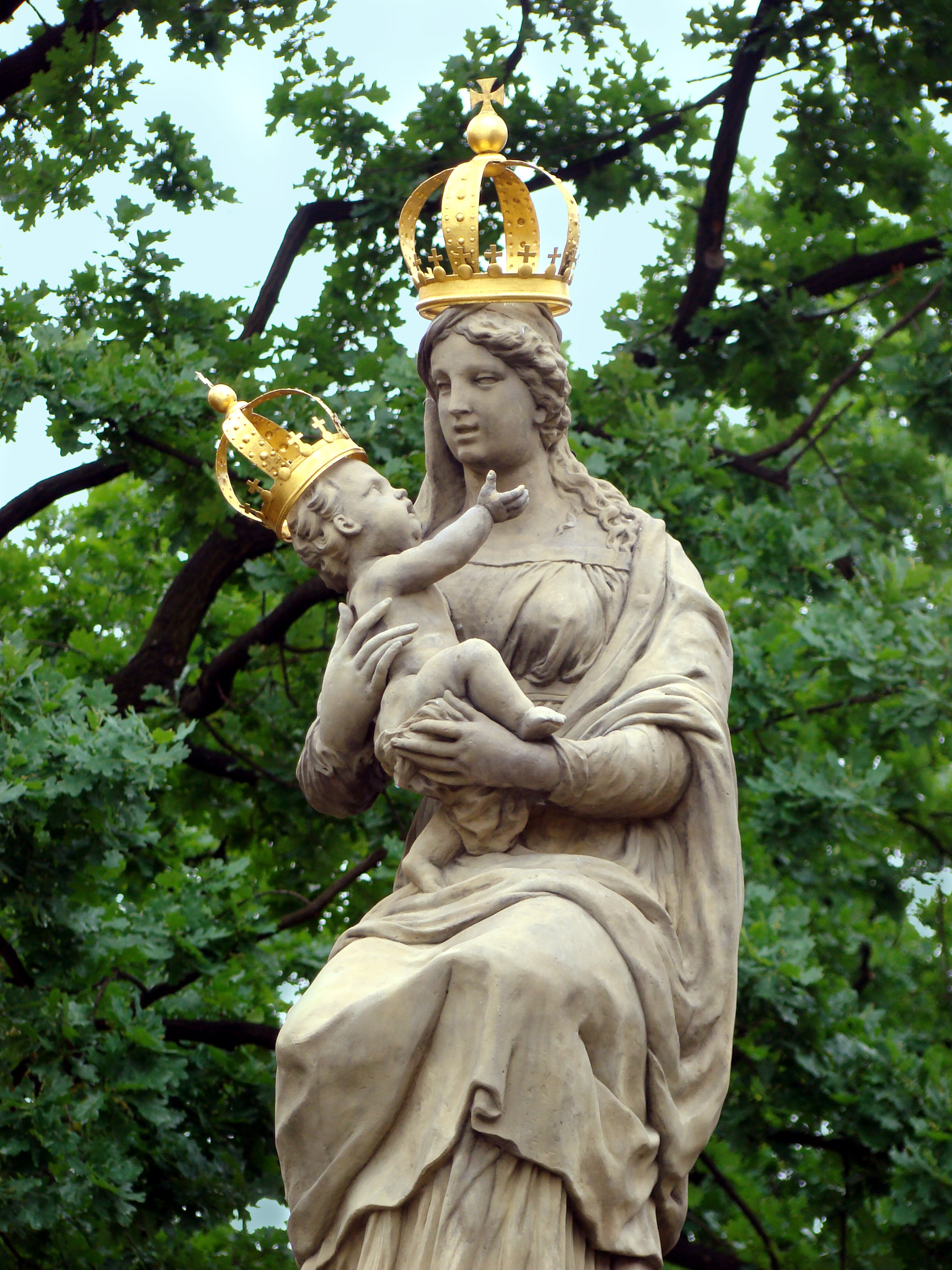
Passauer Marienbild in Warschau

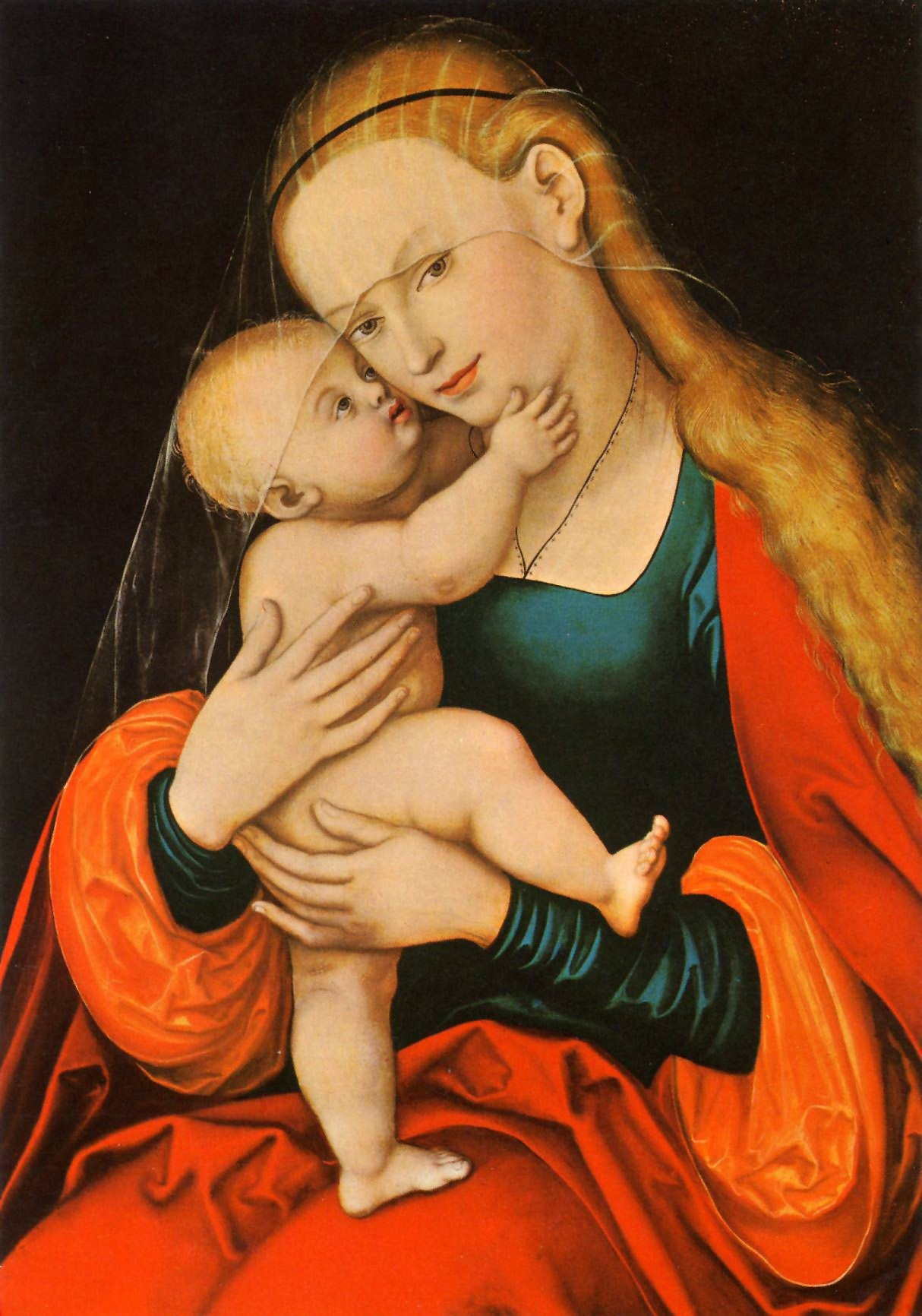
Das Mariahilfbild von Lucas Cranach in Innsbruck (Ausschnitt)

Das Passauer Marienbild in Warschau ist eine christliche Votivfigur der Gottesmutter, die in der Krakauer Vorstadt in Warschau unweit der Warschauer Altstadt errichtet wurde.
Die Votivfigur ist ein Werk des in Warschau ansässigen italienischen Bildhauers und Architekten Giuseppe Simone Bellotti († 1708). Sie wurde 1683 errichtet, als Votivgabe des Bildhauers für die Bewahrung seiner Familie während der Pestepidemie, die in Warschau 1677 wütete, und zugleich als Votivgabe des Königs Johann III. Sobieski für den Sieg über die Türken während der Schlacht am Kahlenberg 1683.
Die Skulptur wiederholt in drei Dimensionen das Gnadenbild Mariahilf aus der Passauer Wallfahrtskirche Mariahilf. Das Passauer Gnadenbild ist eine 1620 hergestellte Kopie des Innsbrucker Altargemäldes von Lucas Cranach dem Älteren aus dem frühen 16. Jahrhundert.
Es ist nicht klar, ob Belotti Passau oder Innsbruck besucht hat. Er konnte auch eine Holzschnitt- oder Kupferstichgrafik als Vorbild benutzen.
Die Figur steht auf einem Sandsteinsockel. Auf den vier Seitenflächen befinden sich Votivinschriften in lateinischer oder italienischer Sprache.
In den dreißiger Jahren des 19. Jahrhunderts wurde die Figur gekrönt. 1866 wurde sie auf die heutige Stelle versetzt. An beiden Seiten wurden dekorative Laternen aufgestellt. 1905 wurde der ursprüngliche barocke Sockel auf einen steinernen Jugendstil-Unterbau gehoben. Es wurde auch eine schmiedeeiserne Umfriedung auf Steinpfosten errichtet.
Die Votivfigur überstand den Warschauer Aufstand von 1944 unbeschädigt. 2001 wurde sie dank Fürsorge von Franz Batthyány und seiner Firma erneuert.
Auf einer horizontalen Gedenktafel steht dazu:
„Passauer Madonna, errichtet vom königlichen Bildhauer Josef Simon Belotti, gewidmet König Jan III Sobieski zum Gedenken an seinen Sieg von Wien gegen die Türken am 12. September 1683, verehrt von den Warschauern, zu altem Glanz erneuert AD 2001 im Geiste des vereinten Europas dank Fürsorge von Franz Batthyány […].“

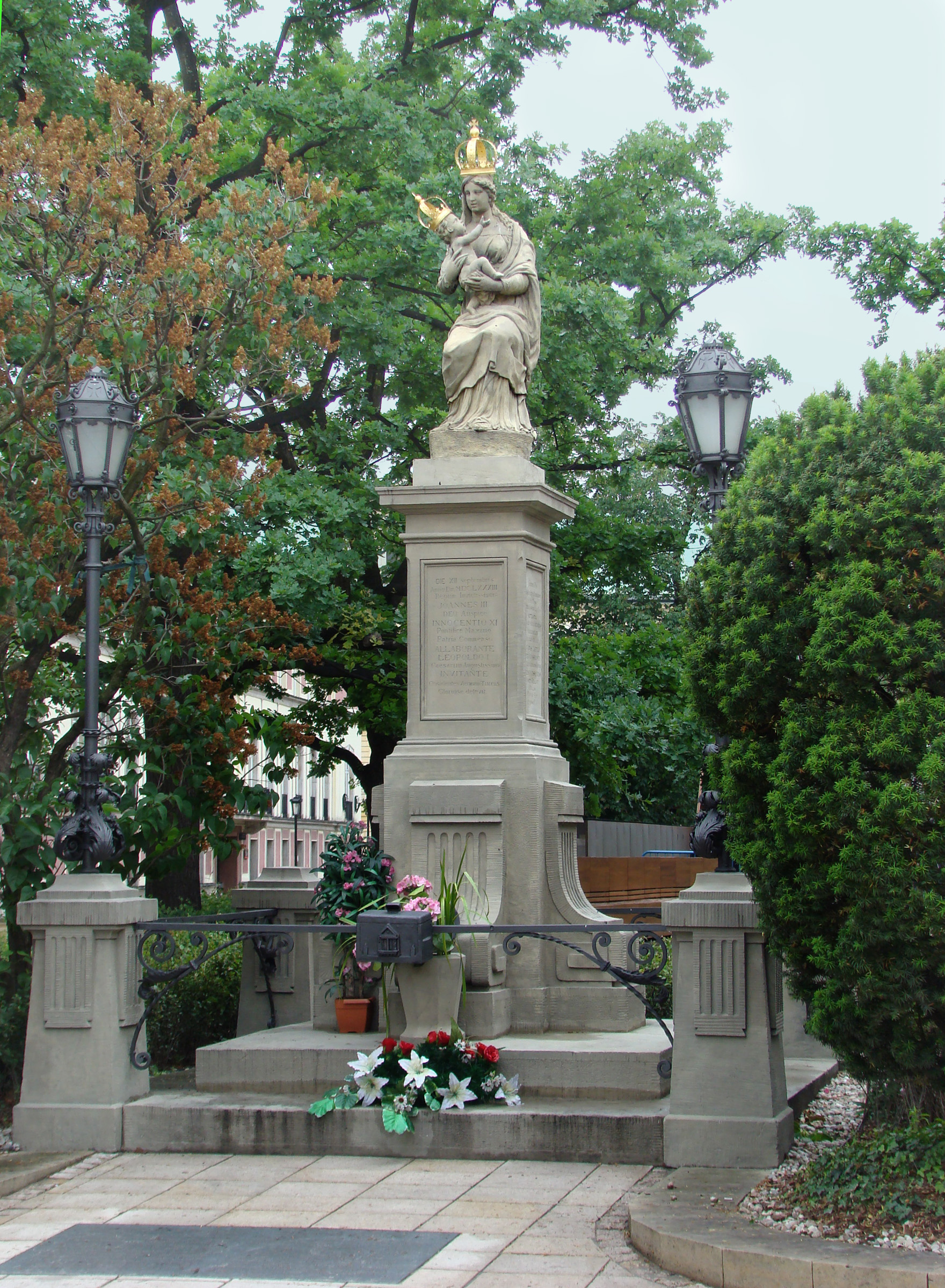
Gesamtansicht
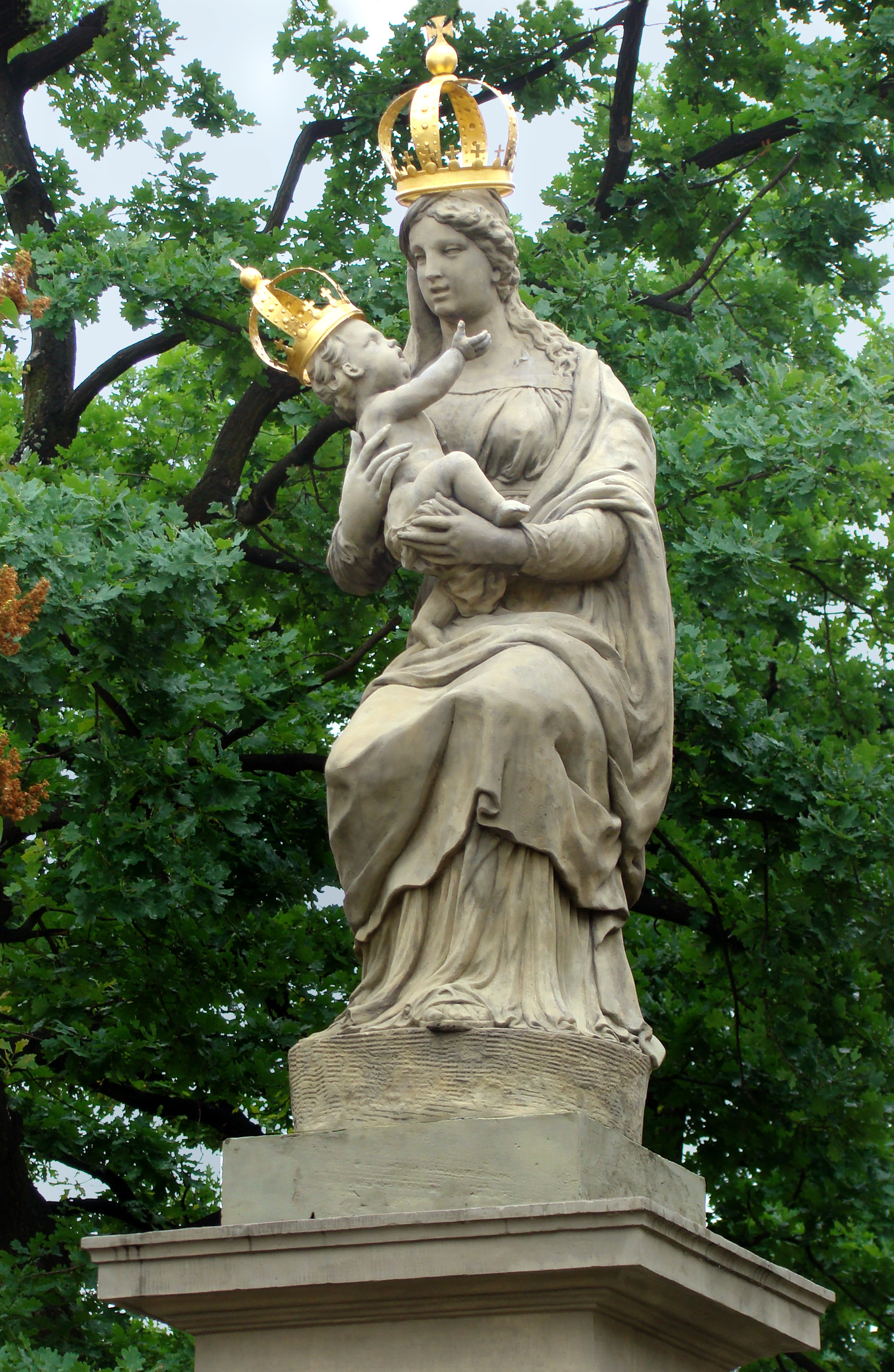
Die Votivfigur
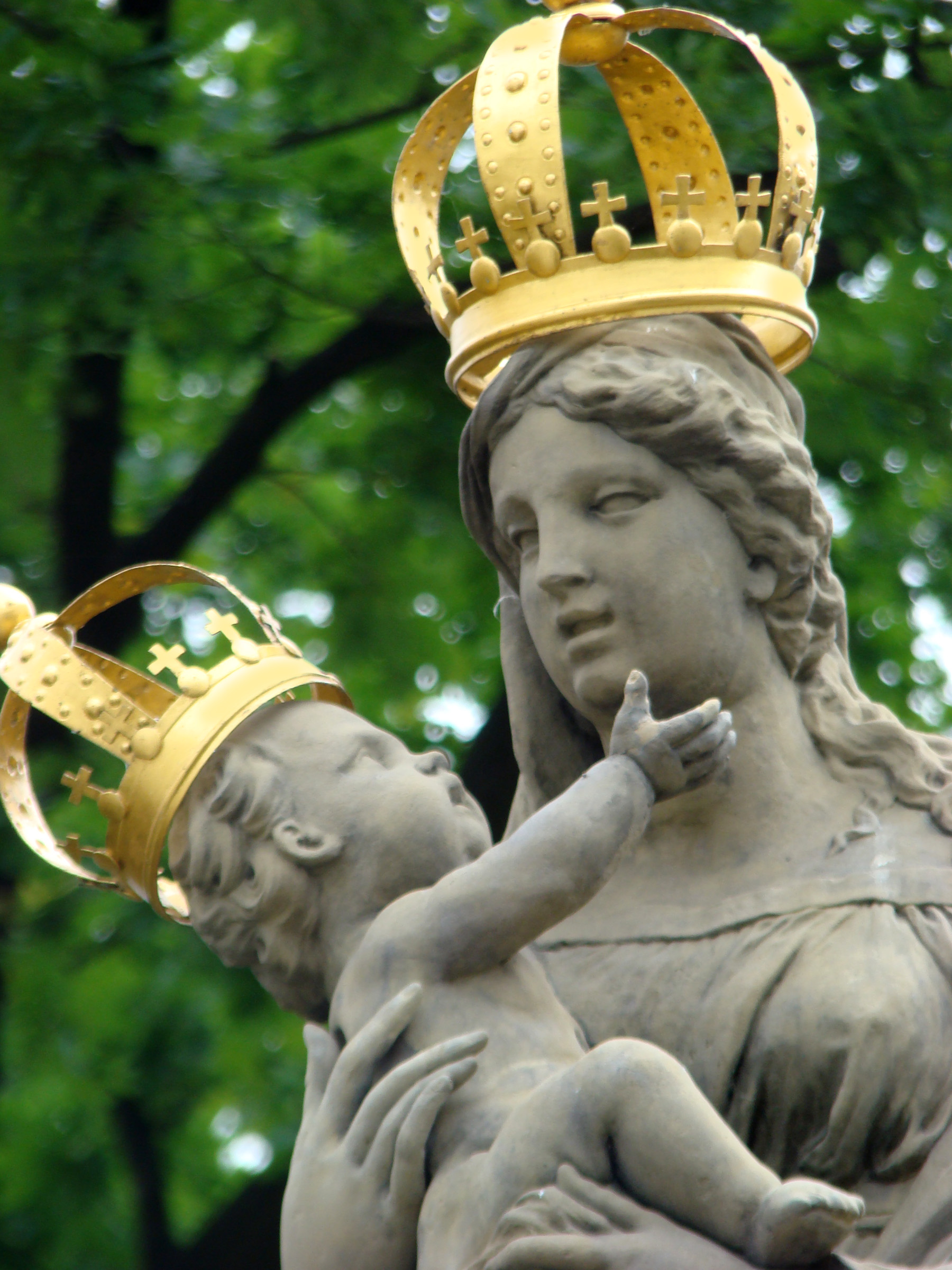
Großaufnahme
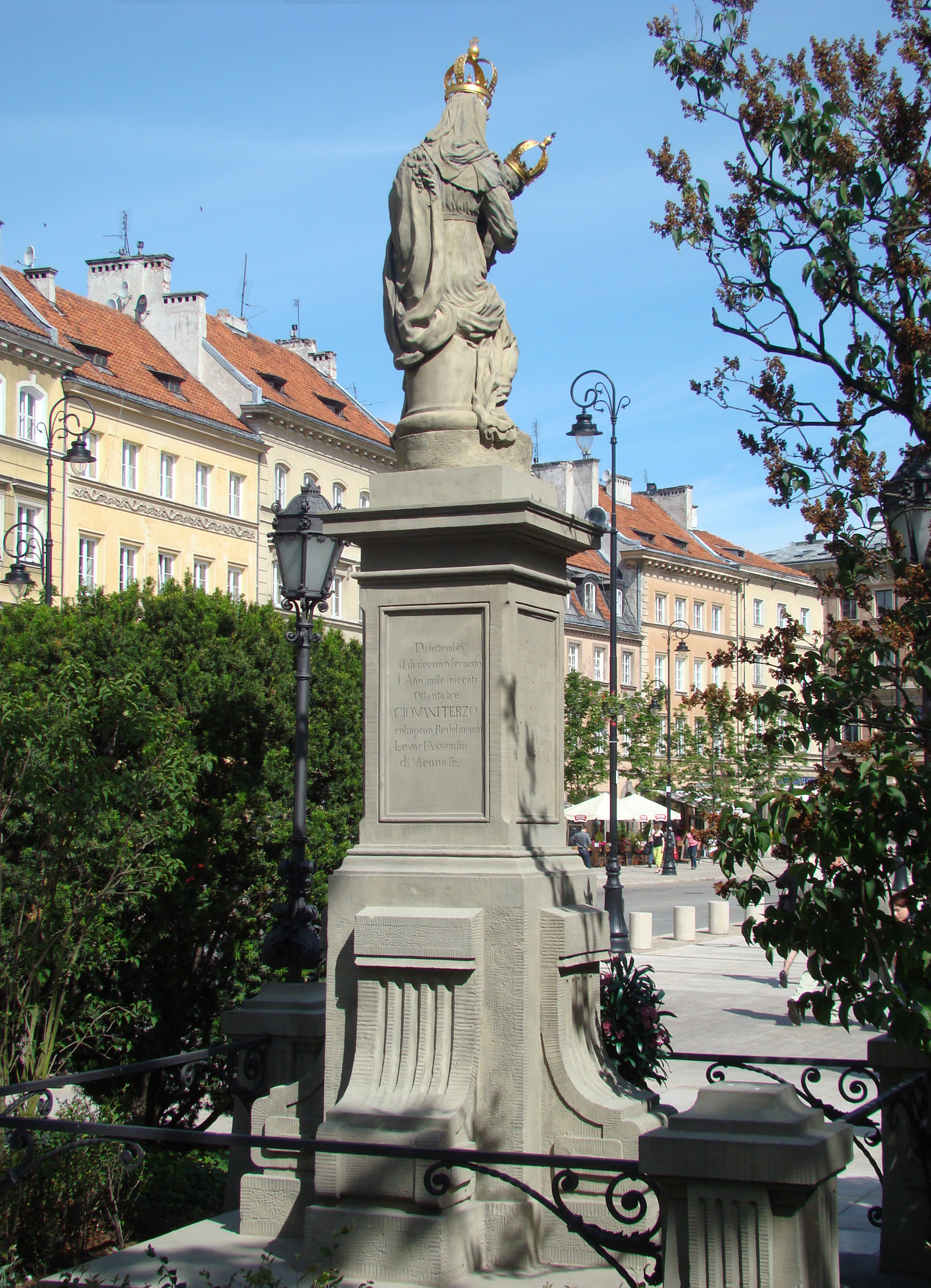
Rückseite
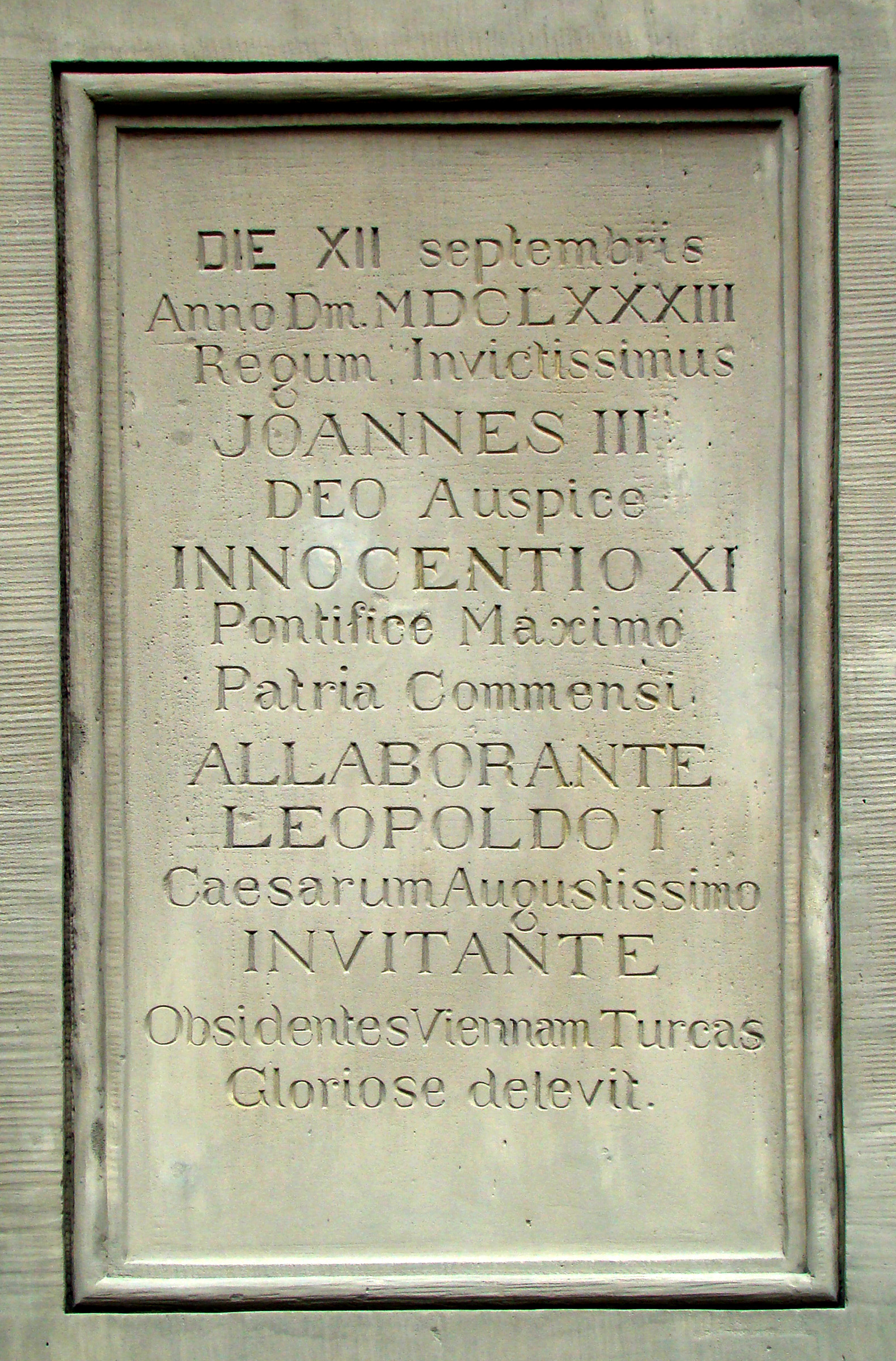
Votivinschrift des Königs Jan III Sobieski
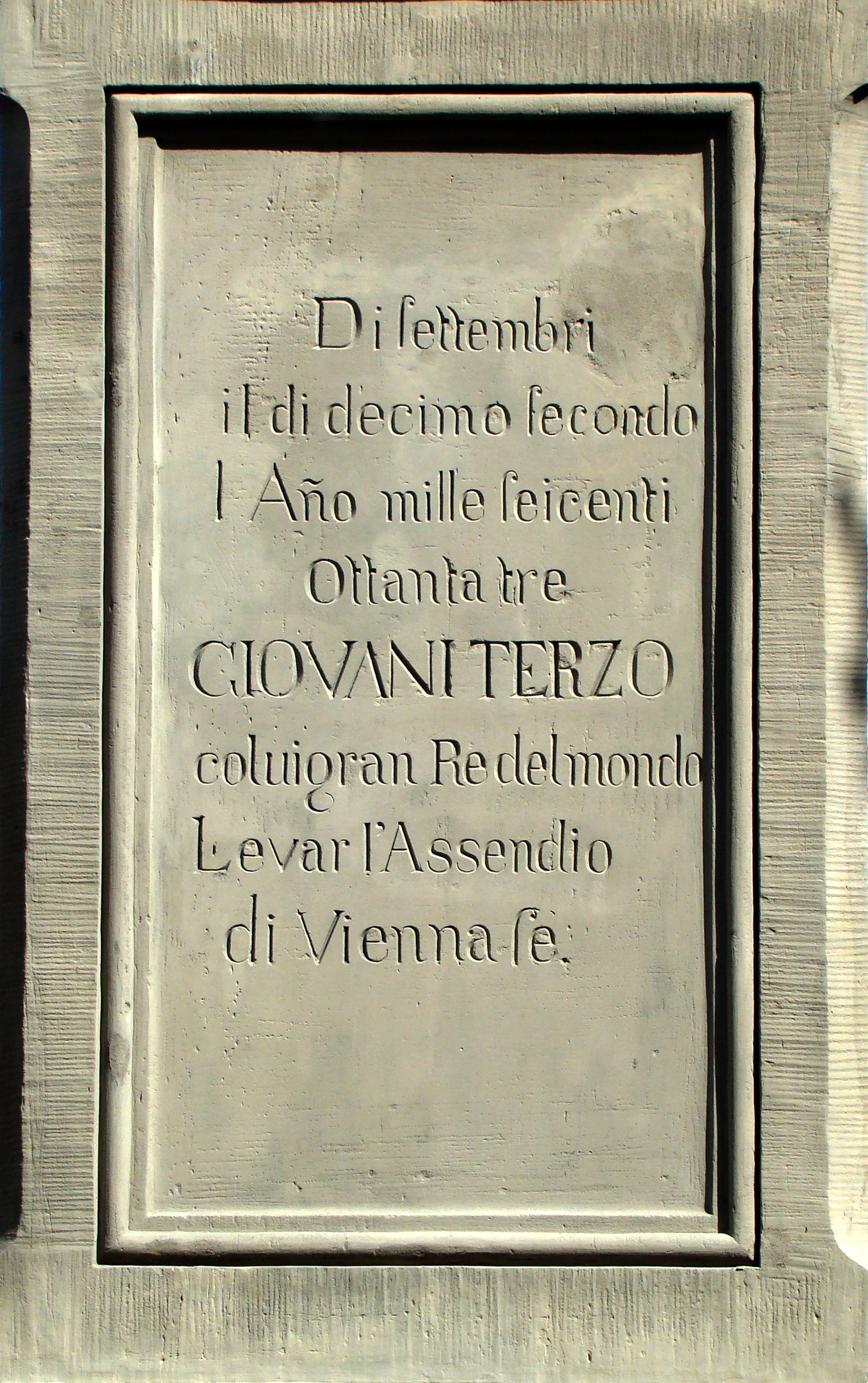
Votivinschrift auf der Rückseite des Sockels
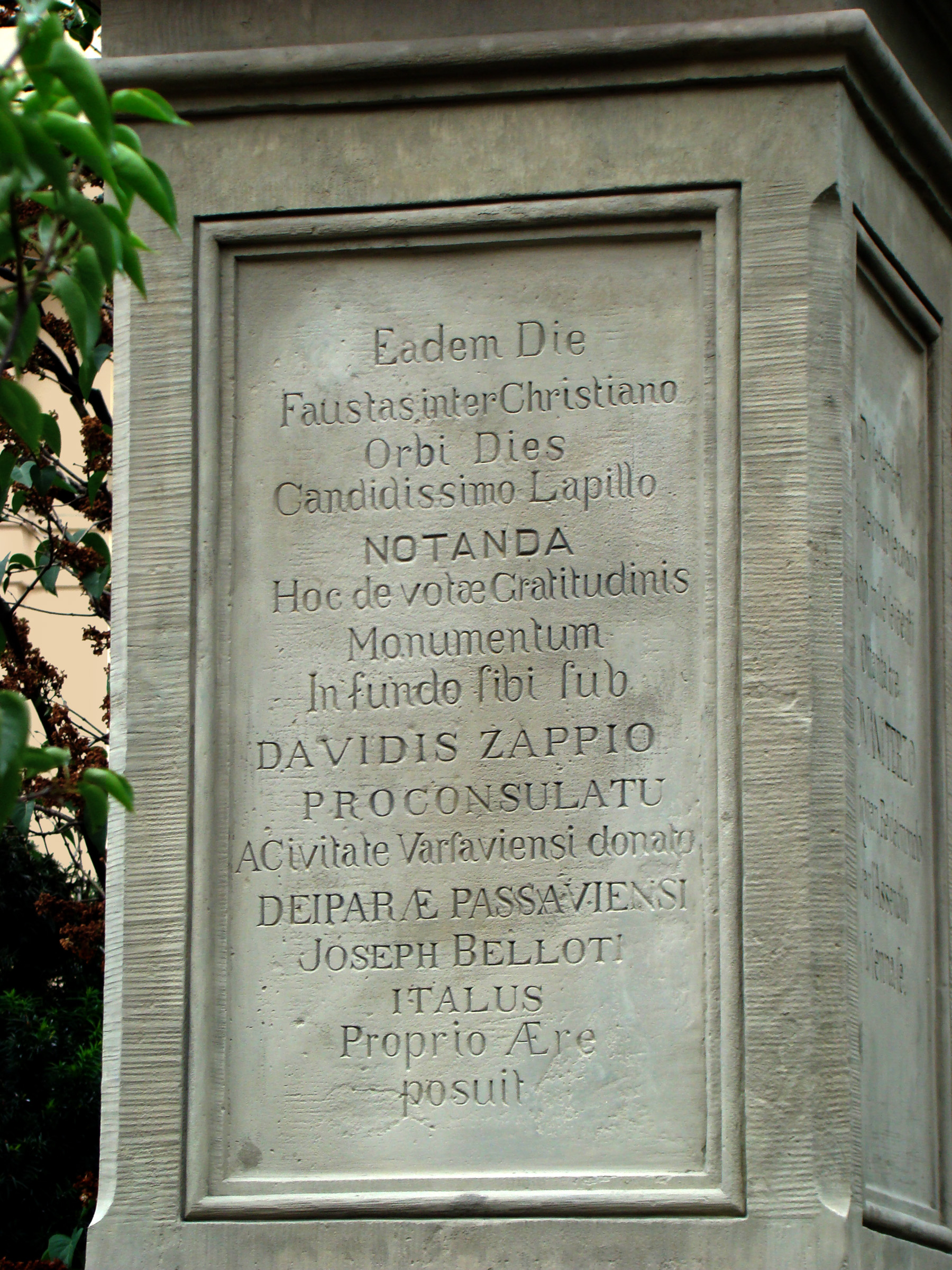
Votivinschrift von Giuseppe Bellotti
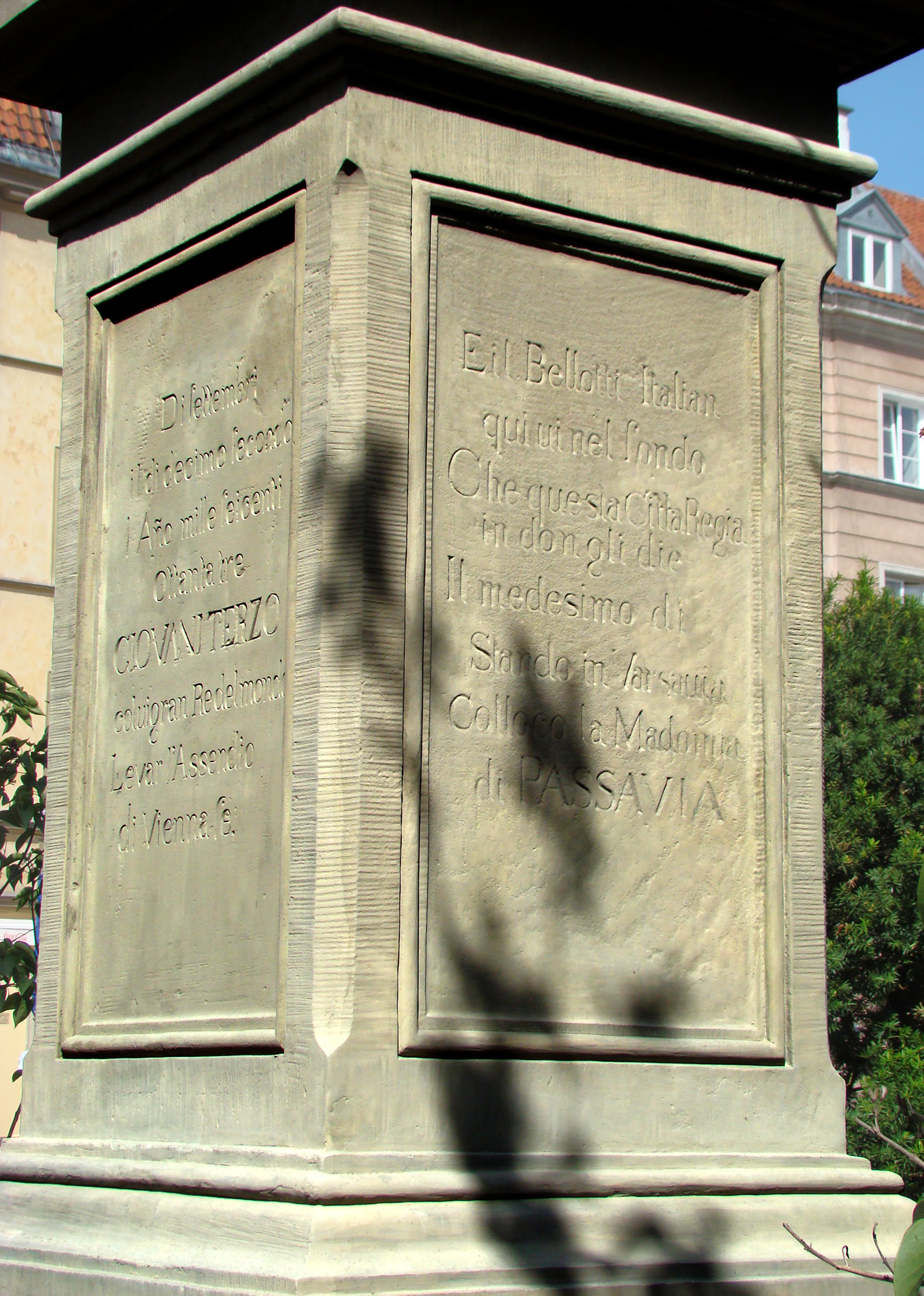
Votivinschrift auf der Ostseite des Sockels
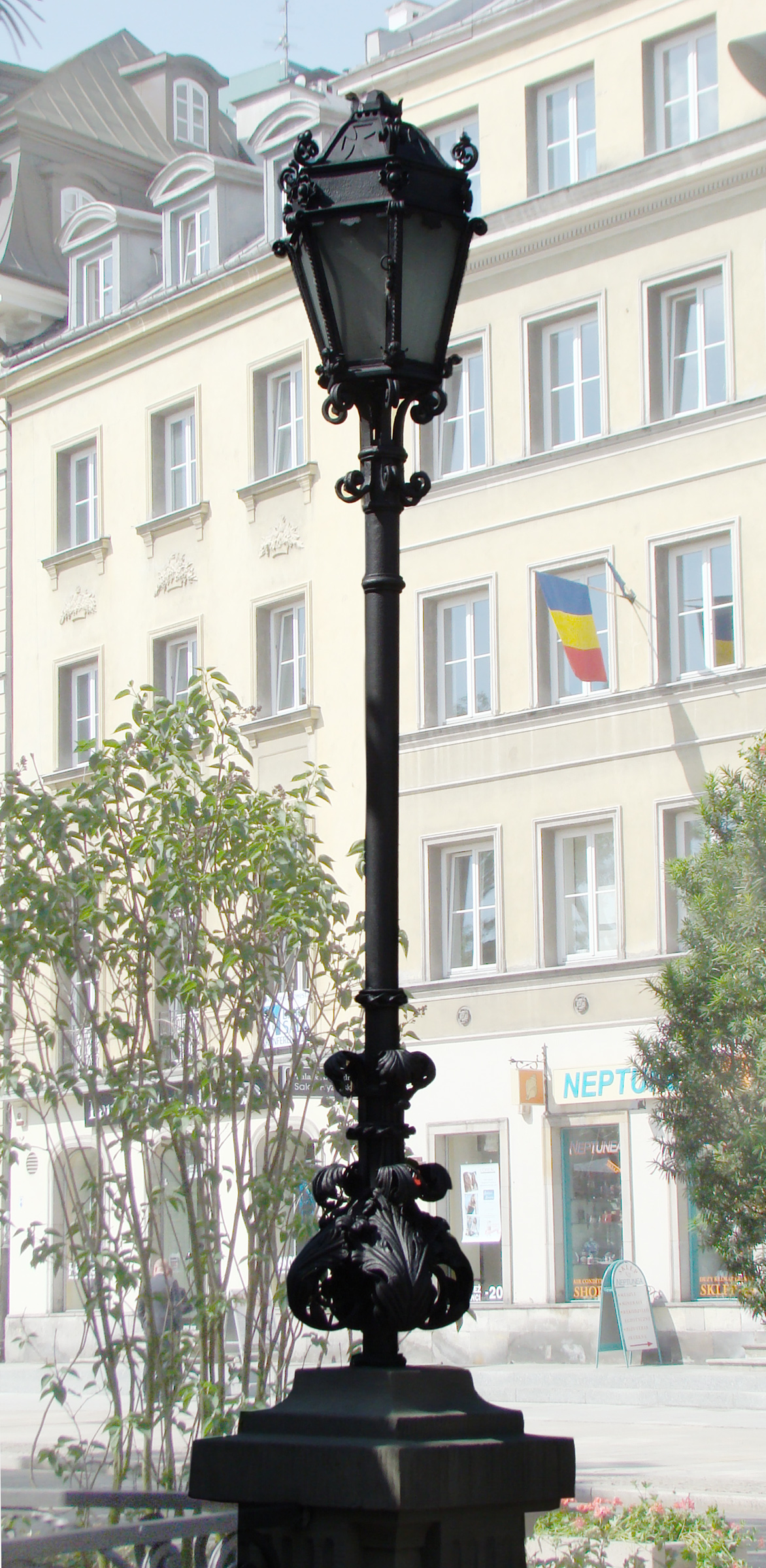
Laterne
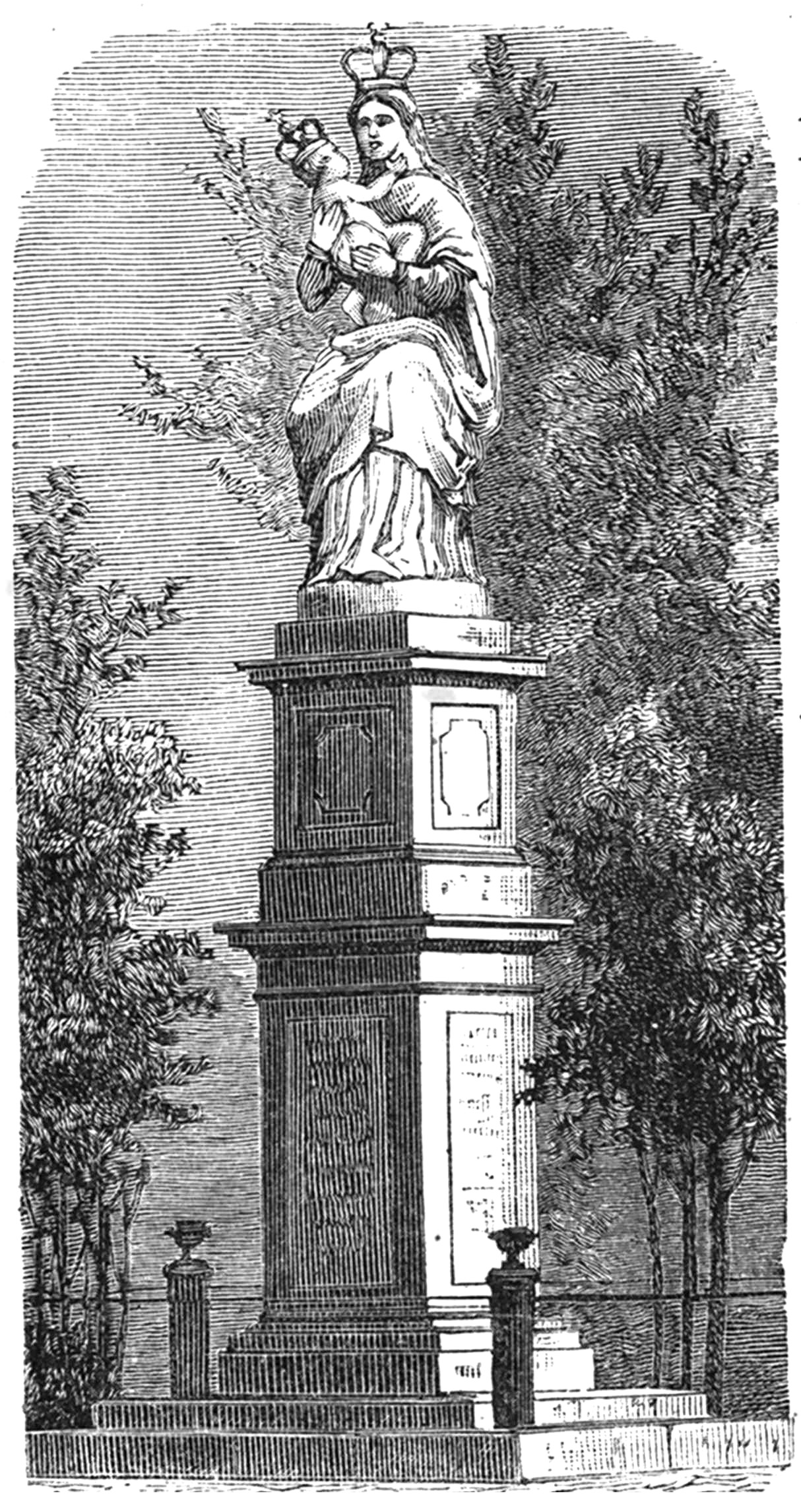
Holzschnitt aus dem 19. Jahrhundert

## Votivinschriften auf den vier Seiten des Sockels
| DIE XII septembris Anno Dm. MDCLXXXIII Regum Invictissimus JOANNES III DEO Auspice INNOCENTIO XI Pontifice Maximo Patria Commensi ALLABORANTE LEOPOLDO I Caesarum Augustissimo INVITANTE Obsidentes Viennam Turcas Gloriose delevit. | Eadem Die Faustas inter Christiano Orbi Dies Candidissimo Lapillo NOTANDA Hoc de votae Gratitudinis Monumentum Infundo Sibi Sub DAVIDIS ZAPPIO PROCONSULATU A Civitate Varsaviensi donato DEI PARÆ PASSAVIENSI JOSEPH BELLOTI ITALUS Proprio Ære Posuit | Di settembri Il di decimo secondo I año mille seicenti Ottanta tre GIOVANNI TERZO Coluigran Re del mondo L evar L’Assendio Di Vienna se. | E il Bellotti Italian Qui ui nel sondo Che questa Citta Regia In don gli die Il medesimo di Stando in Varsavia Colloco la Madonna Di PASSAVIA |